# Nizozemsko na Letních olympijských hrách 1908
Nizozemsko na Letních olympijských hrách 1908 v Londýně reprezentovala výprava 113 mužů v 11 sportech.

## Medailisté
| Medaile | Jméno | Sport     | Disciplína                   |
| ------- | --- | --------- | ---------------------------- |
| Bronz   | Johan Burk Bernardus Croon Hermannus Höfte Albertus Wielsma | Veslování | Muži čtyřka bez kormidelníka |
| Bronz   | Reinier Beeuwkes Frans de Bruyn Kops Karel Heijting Jan Kok Bok de Korver Emil Mundt Louis Otten Jops Reeman Edu Snethlage Ed Sol Jan Thomée Caius Welcker Jan van den Berg Lo la Chapelle Vic Gonsalves John Heijting Tonie van Renterghem | Fotbal    | Turnaj mužů                  |